# Himba
Gli Himba o Ovahimba sono un gruppo etnico di circa 50 000 persone che abita nel Kaokoland (regione del Kunene), nella Namibia settentrionale. Sono un popolo di pastori nomadi, strettamente correlati al popolo Herero, e parlano la lingua herero. Allevano soprattutto vacche e capre.

## Storia
Gli Himba sono i discendenti di un gruppo di Herero che nella seconda metà del XIX secolo migrarono dal Kaokoland verso l'Angola, attraversando il fiume Kunene, per fuggire alle frequenti aggressioni dei Nama. In Angola chiesero ospitalità ai San della tribù Ngambwe, e per questo motivo vennero chiamati "ovahimba", "il popolo che mendica". Una conseguenza di questa migrazione fu che gli Himba non ebbero praticamente contatti con i colonizzatori tedeschi, a differenza di quanto accadde agli Herero rimasti a sud del Kunene. Questo elemento portò una profonda differenziazione culturale fra i due gruppi; mentre gli Herero passavano dalla pastorizia nomade all'agricoltura stanziale, e adottavano molti costumi degli occidentali, gli Himba mantennero quasi immutato il loro stile di vita tradizionale.

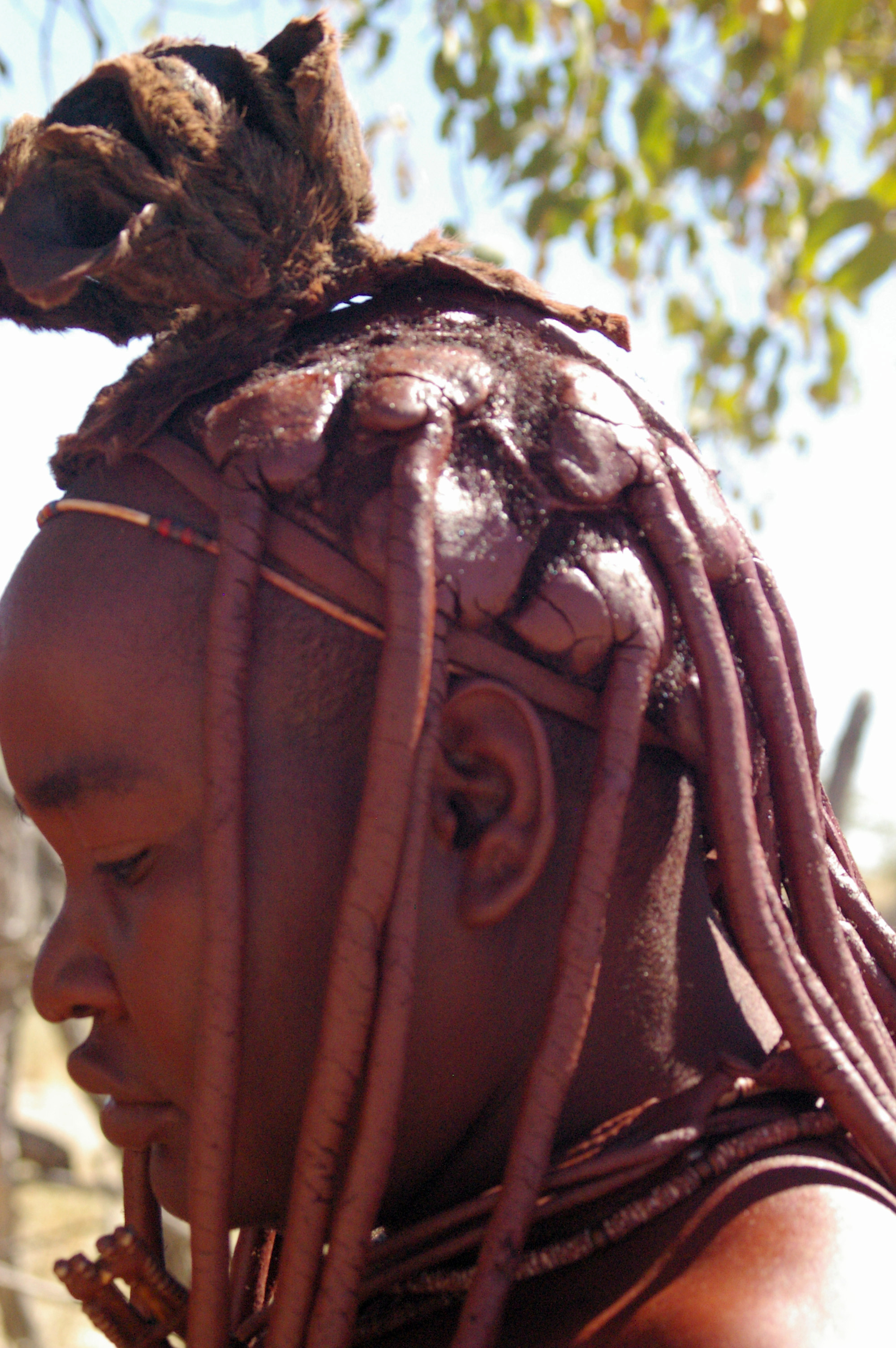
Le donne himba hanno la pelle e i capelli coperti di ocra e grasso

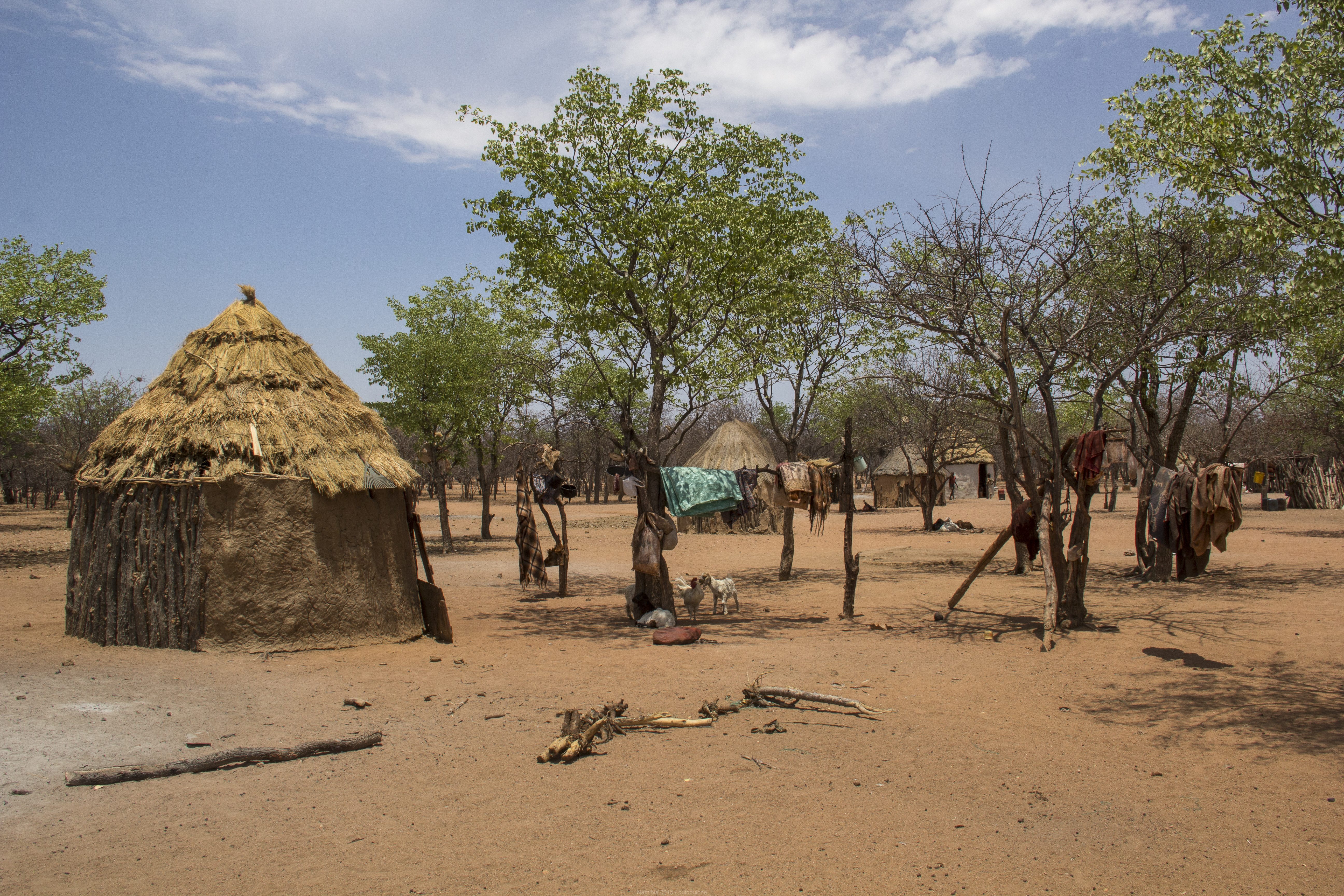
Otjikandero Himba Orphanage Village, Kamanjab

Nel 1920, guidati da un capo chiamato "Vita" ("guerra"), gli Himba attraversarono nuovamente il Kunene, tornando alla propria terra d'origine.
Attacchi da parte di altri gruppi etnici avvennero anche nel periodo turbolento che precedette l'indipendenza della Namibia, e durante la guerra civile nella vicina Angola. Oggi, il progetto di chiusura della diga di Epupa costituisce un nuovo pericolo per la sopravvivenza della società himba.

## Cultura
Grazie ai pochi rapporti con gli europei, gli Himba hanno mantenuto gran parte del loro stile di vita tradizionale.
I villaggi Himba sono costituiti da capanne di forma conica, realizzate con frasche legate insieme con foglie di palma e cementate con fango e sterco. Sono pastori nomadi; non raramente, una famiglia si sposta due o tre volte in un anno.
Indossano pochi capi di vestiario; le donne si coprono il corpo con una mistura rossa a base di burro, ocra ed erbe, secondo quanto si ritiene comunemente, per proteggersi dal sole. In realtà l'uso di spalmarsi il corpo con questa mistura, alla quale al posto del burro viene sempre più spesso sostituita la vaselina industriale, è basato su ragioni puramente estetiche. Gli indumenti di tipo occidentali sono piuttosto rari nel Kaokoland, e vengono indossati quasi esclusivamente dagli uomini.
Le loro acconciature cambiano avendo un significato simbolico: da bimbe i loro capelli sono raccolti in due grosse trecce che cadono in avanti ai lati del viso, in età fertile le treccine diventano tantissime e strette, da sposate usano una crocchia di pelle di capra per ornamento che ferma una parte dei capelli sopra la testa.
Gli uomini sposati usano indossare un piccolo copricapo scuro mentre gli scapoli e i bimbi vengono rasati quasi completamente tranne per il cosiddetto "codino dello scapolo".
Le donne himba svolgono i lavori più pesanti: mungono gli animali, si occupano dei bambini, trasportano l'acqua e costruiscono le case. I ragazzi maschi vengono circoncisi prima della pubertà.
Gli Himba rifiutano di curarsi con le medicine moderne, essi adoperano esclusivamente rimedi tradizionali, curandosi con erbe e pozioni da loro confezionate.
Dal punto di vista religioso, anche se la Namibia è quasi totalmente cristianizzata per lo più da parte di chiese luterane, in molti villaggi Himba si pratica la religione animista. È consueto, infatti, che la donna più anziana del villaggio curi che il fuoco sacro, che è sempre acceso al centro del villaggio, non si spenga mai, perché in esso è rappresentato lo spirito protettivo del Bene.